# Hans Martin Pippart
Hans Martin Pippart (Mannheim, 14 maggio 1888 – Noyon, 11 agosto 1918) è stato un militare e aviatore tedesco, asso dell'aviazione durante la prima guerra mondiale accreditato di 22 vittorie aeree.

## Biografia
Hans Martin Pippart già negli anni immediatamente precedenti lo scoppio della prima guerra mondiale mostrò interesse per la nascente aeronautica ottenendo il brevetto di volo e fondando, insieme al fratello e all'architetto Heinrich Noll, la società di progettazione e costruzione di aeromobili "Pippart und Noll" producendo aerei Eindekker. Nel 1913 stabilì un record di durata di volo.
All'inizio della guerra si unì alle forze aeree tedesche con assegnazione iniziale al ruolo di istruttore.

### Il servizio presso l'aviazione
Dopo il suo primo impiego non operativo, venne trasferito presso la 220ª unità Flieger-Abteilung (Artillerie) (Distaccamento volante (Artiglieria)) a bordo di un biposto in Galizia.
Pippart ottenne la sua prima vittoria aerea il 25 maggio 1917 a bordo del suo Roland D.II nei confronti di un Farman russo dopo essere stato assegnato alla Kampfstaffel 1 operante sul fronte orientale.

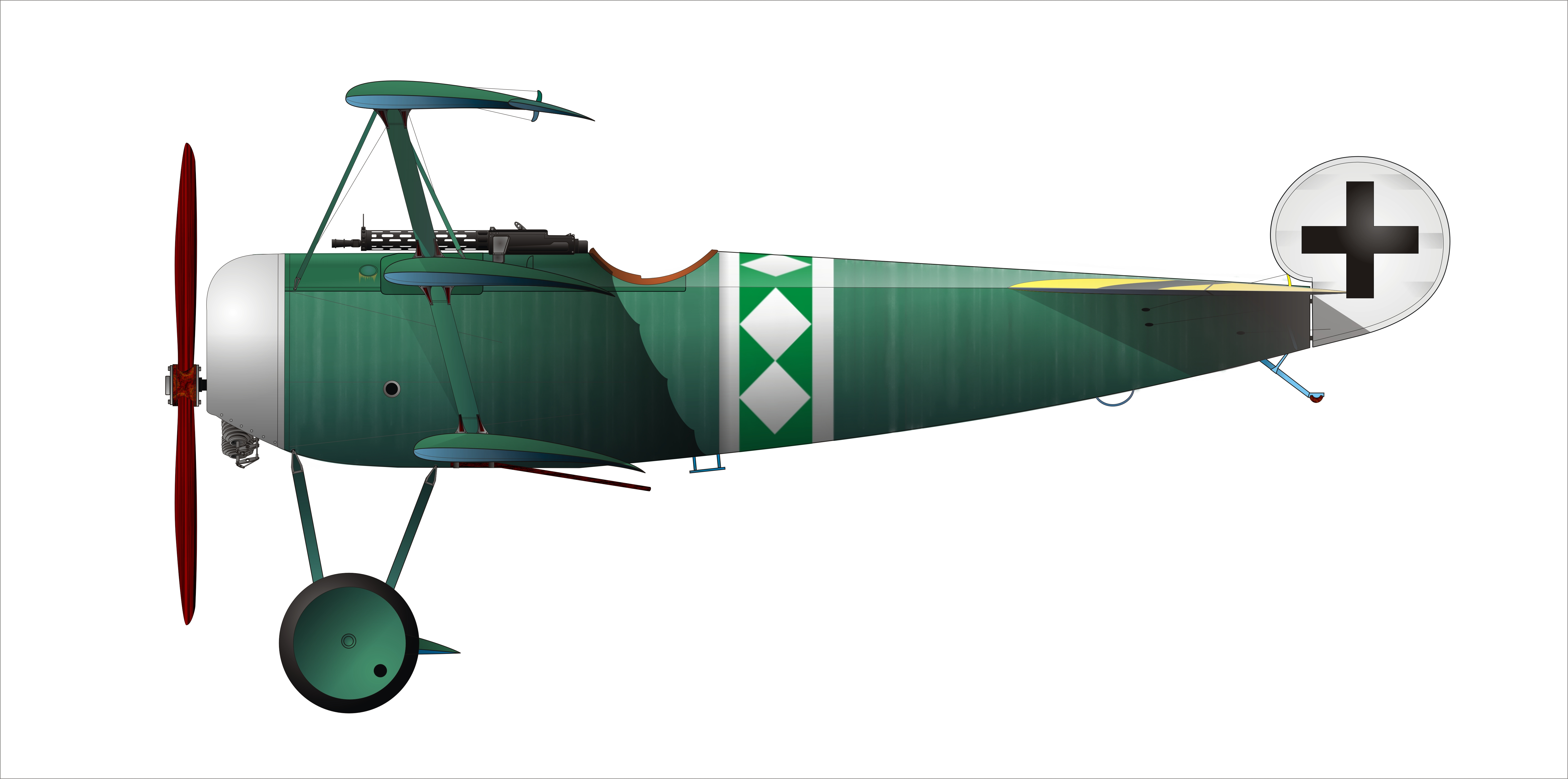
Il Fokker Dr.I nella colorazione usata da Hans Martin Pippart

Alla fine del 1917, nonostante si trovasse in servizio in un settore non particolarmente attivo dal punto di vista delle azioni aeree, Pippart ottenne complessivamente 6 vittorie grazie all'abbattimento di due aerei e quattro palloni da osservazione. Nel 1918 venne trasferito presso la Jagdstaffel 13 operante sul fronte occidentale e il 21 febbraio 1918 distrusse il suo quinto pallone da osservazione.
Il 18 aprile 1918 venne chiamato a prendere il comando della Jagdstaffel 19 anche se la sua vittoria numero 10 del 20 aprile risulta essere assegnata alla sua vecchia squadriglia. Il 2 maggio ottenne la sua prima vittoria per la sua nuova squadra a bordo di un Fokker D.VII. Con quattro vittorie a maggio, una a giugno e sei nel mese di agosto il numero di vittorie complessive arrivò a 21.

### La morte
Durante la missione dell'11 agosto 1918 Pippart distrusse ancora un altro pallone da osservazione portando a 22 le sue vittorie, ma il suo aereo venne colpito dal fuoco antiaereo obbligandolo ad abbandonare il velivolo da un'altezza di circa 45 metri. Il paracadute in sua dotazione non si aprì trovando così la morte.